# NGC 7359
NGC 7359 é uma galáxia lenticular (S0) localizada na direcção da constelação de Aquarius. Possui uma declinação de -23° 41' 17" e uma ascensão recta de 22 horas, 44 minutos e 47,9 segundos.
A galáxia NGC 7359 foi descoberta em 1886 por Frank Leavenworth.